# شاهزاده جهانگیر
شاهزاده جهانگیر، (۹ مارس ۱۵۳۲ استانبول – ۲۷ نوامبر ۱۵۵۳ حلب) آخرین پسر سلیمان قانونی از خرم سلطان بود.

## زندگی
شاهزاده جهانگیر در استانبول متولد شد. جهانگیر از زمان تولد دچار بیماری‌های جسمانی بود. به همین دلیل او همواره مورد توجه والدین خود بود. او شاهزاده‌ای با استعداد بود و شعر می‌گفت. وی بعداً به مشاور سلیمان تبدیل شد. جهانگیر در سال ۱۵۵۳ فرماندار حلب شد و بعداً پدرش را در جنگ با ایران همراهی کرد.
جهانگیر با شاهزاده مصطفی رابطه خوبی داشت. بیماری جسمانی او بعد از اعدام مصطفی شدت گرفت و در نهایت در نوامبر سال ۱۵۵۳ در شهر حلب فوت شد و در کنار برادرش محمد در مسجد شاهزاده دفن شد. به فرمان سلیمان بعداً معمار سنان مسجد جهانگیر را به یادبود فرزندش ساخت.